# Muslimbrüder (Jordanien)
Die Muslimbrüder in Jordanien (arabisch الإخوان المسلمون في الأردن, DMG al-iḫwān al-muslimūn fī l-Urdunn) sind der jordanische Zweig der Muslimbruderschaft.

## Geschichte: Von der Gründung bis in die frühen 1990er Jahre
Sie wurde 1945 von ʿAbd al-Lāṭif Abū Qurra gegründet, einem Geschäftsmann aus as-Salt, der während eines Besuchs in Palästina mit den ägyptischen Muslimbrüdern in Kontakt kam. Mit der Unterstützung von König Abdallah erhielt die Bruderschaft im Januar 1945 den Status einer Wohlfahrtsorganisation. Nach dem Ende des Palästinakriegs 1949 wanderten viele vor allem politisch motivierte Palästinenser nach Jordanien aus und regten dort innerhalb der jordanischen Muslimbruderschaft Debatten über die Palästinafrage an. Relevant wurde das besonders, als die jordanische Muslimbruderschaft erstmals 1953 als „Islamische Gruppe“ anerkannt wurde, was ihren Eintritt in die Politik Jordaniens möglich machte. Schnell geriet danach der unpolitische Abū Qurra in Kritik, der noch im selben Jahr als Generallenker abtrat. Ihm folgte Muhammad Abd al-Rahman Khalifa (gest. 2006).
Mithilfe von neu gewonnenen Freiheiten auf politischer und kultureller Ebene unter König Hussein, kam es zu sozialgesellschaftlichen Aktivitäten, darunter die Errichtung von Schulen, Moscheen und Krankenhäusern. 1963 gründete die Bruderschaft die „Wohlfahrtsgesellschaft des islamischen Zentrums“ (ǧamʿīyat al-markaz al-islāmī al-ḫairīya). Die Muslimbrüder unterstützten die jordanische Regierung auch während des Jordanischen Bürgerkriegs 1970 bis 1971, der zur Zerschlagung der Palästinensischen Befreiungsorganisation in Jordanien und der Verlegung ihrer Stützpunkte in den Libanon führte.
1992 gründeten die Muslimbrüder als eigene Partei die Islamische Aktionsfront (ǧabhat al-ʿamal al-Islāmī). Diese nahm 1993 erstmals an Wahlen teil. Im April 2025 wurde die Muslimbruderschaft in Jordanien gesetzlich verboten.

## Die verschiedenen Strömungen
Die Muslimbrüder in Jordanien teilen sich nach Stemmann in verschiedene Strömungen. Die radikalste und militanteste Strömung rekrutierte sich aus älteren trans-jordanischen Islamisten, die die jordanische Regierung während des Konflikts mit den Palästinensern in den 1970er Jahren ohne Vorbehalte unterstützten. Nach der Wiederaufnahme der parlamentarischen Arbeit 1989 gewannen aber Vertreter einer moderateren Strömung Kontrolle über die Organisation. Zu ihnen gehörte Hamza Mansūr und ʿAbd al-Lāṭif ʿArabīyat, der frühere Sprecher der Nationalversammlung. Der Friedensprozess mit Israel hatte Einfluss auf die interne Debatte innerhalb der Bruderschaft und führte zur Entstehung eines dritten Flügels, der sich wasaṭ („Mitte“) nennt und in der Mitte zwischen „Falken“ und „Tauben“ positioniert. Diese Zentristen konnten sich Mitte der 1990er Jahre die wichtigsten Positionen in der Bruderschaft sichern. Sie wurden jedoch im Laufe der Zeit von einer vierten Strömung verdrängt, die sich nach der Vertreibung der Hamas aus Jordanien 1999 bildete und sich aus jordanischen Islamisten palästinensischer Abkunft zusammensetzt, die die Ziele der Hamas unterstützen. Diese sogenannten „Reformisten“ konnten sich 2002 bei internen Wahlen zusammen mit den „Falken“ die Mehrheit des Exekutivrats sichern. Der Hauptstreitpunkt zwischen „Zentristen“ und „Reformisten“ war die Frage der Mitwirkung im politischen System, besonders nach dem Sieg der Hamas 2006 in den palästinensischen Gebieten. Die Reformisten wollten die Bruderschaft zu einem echten Partner im Prozess politischen Entscheidungsfindung machen, während die Zentristen dies ablehnten.
2005 veröffentlichte die Jordanische Muslimbruderschaft ein neues politisches Programm, das die Entwicklung ihrer politischen Doktrin im Laufe des vergangenen Jahrzehnts widerspiegelt. In diesem Dokument mit dem Titel Die Vision der islamischen Bewegung über die Reform in Jordanien werden die folgenden Konzepte betont: Volkssouveränität, die Abhaltung von freien und fairen Wahlen, Religionsfreiheit, Versammlungs- und Demonstrationsfreiheit, die Freiheit zur Gründung politischer Parteien, unabhängige Gerichtsbarkeit und die Schaffung einer wirklich parlamentarischen Monarchie.

## Die Zamzam-Initiative
Die Zamzam-Initiative wurde im November 2012 von drei Führern der Muslimbruderschaft in Jordanien ins Leben gerufen, in Zusammenarbeit mit anderen politischen Persönlichkeiten außerhalb der Bruderschaft. Offiziell bekannt als die „Jordanische Initiative für den Aufbau“, sollte sie eine neue Reform innerhalb der Gruppe fördern und politische Ideen überdenken. Die Muslimbruderschaft reagierte auf diese Ankündigung mit Unmut, da das Exekutivbüro der Gruppe ohne Abstimmung mit der Führung oder Kenntnis der betroffenen Institutionen Kontakt aufnahm, um einen Dialog zu führen. Die Bruderschaft forderte die Einhaltung des gesetzlichen Rahmens und traditioneller Verfahren bei der Annahme solcher Initiativen.
Trotz wiederholter Aufforderungen, die Zamzam-Initiative zu stoppen, beharrten die beteiligten Führer darauf, dass es sich um eine soziale Initiative handle und keine politische Partei sei. Sie versprachen, der Gruppe treu zu bleiben und betonten ihre Verpflichtung, Energien zu bündeln und alternative Reformansätze auf Basis von Bürgerbeteiligung und Effizienz anzubieten. Im April 2014 wurden die drei Anführer jedoch von der Muslimbruderschaft ausgeschlossen, nachdem ihnen der Prozess gemacht wurde.
Die Initiatoren argumentierten, dass die Zamzam-Initiative trotz ihres Scheiterns bei den Wahlen 2016 keine Abspaltung von der Gruppe darstellte. Die Ergebnisse der Wahl zeigten jedoch deutlich die Schwäche der Initiative und der Muslimbruderschaft, da sie keine Sitze im jordanischen Parlament gewann. Die Abstimmungsergebnisse für ihre Listen fielen enttäuschend aus und entsprachen nicht dem Medieninteresse, das ihre Kandidatur begleitete. Somit markierte das Ende der Zamzam-Initiative einen Wendepunkt in den inneren Dynamiken der Muslimbruderschaft in Jordanien.

## Belege
1. ↑  Jordanien verbietet islamistische Muslimbruderschaft. In: Der Spiegel. 23. April 2025, ISSN 2195-1349 (spiegel.de [abgerufen am 24. April 2025]).
2. ↑  Stemmann: “The Crossroads of Muslim Brothers in Jordan”. 2010, S. 57.
3. ↑  Wagemakers, Joas: The Muslim Brotherhood in Jordan. Cambridge 2020.
4. ↑  Wagemarkers: The Muslim brotherhood: ideology, history, descendants. 2022, S. 104
5. ↑  Stemmann: The Crossroads of Muslim Brothers in Jordan. 2010, S. 58.
6. ↑  Stemmann: “The Crossroads of Muslim Brothers in Jordan”. 2010, S. 59.
7. ↑  Jordanien verbietet islamistische Muslimbruderschaft. In: Der Spiegel. 23. April 2025, ISSN 2195-1349 (spiegel.de [abgerufen am 11. Mai 2025]).
8. ↑  Stemmann: “The Crossroads of Muslim Brothers in Jordan”. 2010, S. 61.
9. ↑  Stemmann: “The Crossroads of Muslim Brothers in Jordan”. 2010, S. 62.
10. ↑  Stemmann: “The Crossroads of Muslim Brothers in Jordan”. 2010, S. 63.
11. ↑  Stemmann: “The Crossroads of Muslim Brothers in Jordan”. 2010, S. 64.
12. 1 2 3  Beni Salameh: “Muslim brotherhood and the Jordanian state”. 2021, S. 72.